# Neomyia viola
Neomyia viola är en tvåvingeart som först beskrevs av Jacques-Marie-Frangile Bigot 1878.  Neomyia viola ingår i släktet Neomyia och familjen husflugor. Inga underarter finns listade i Catalogue of Life.